# Vladimír Skórka
Vladimír Skórka (* 19. ledna 1976 Havířov) je český režisér, scenárista a televizní producent.

## Život
Začínal jako moderátor v rádiích Helax a Evropa 2. Hrál ve studentským filmu 3 dny. S Davidem Tobiaszem byl spoluautorem a moderátorem televizního pořadu Sabotáž. Byl režisérem pořadu Česko snese všecko. Narežíroval reklamy pro Kartu života a W-Tec. Společně s Jakubem Kohákem režíroval a hrál ve skečovém pořadu Pečený sněhulák. Je podepsaný pod úspěšnými seriály, jako jsou Lajna, sKORO NA mizině nebo Hrobári. Je členem hudební skupiny Robson. Objevil se v 5. dílů seriálu sKORO NA mizině v roli šéfa horníků, ale tu scénu nakonec vystřihli a na YouTube je k vidění ve Vystřižených scénách.

## Režie
- 2007 – Sabotáž (TV pořad)
- 2012 – Česko snese všecko (internetový pořad)
- 2014 – Pečený sněhulák (TV pořad)
- 2016–2018 – Dobře vycpaný bobr (internetový pořad)
- 2017–2021 – Lajna (internetový seriál)
- 2019 – Hrobári (TV seriál)
- 2020 – Horníci na home office (internetový krátký film)
- 2020 – Vánoční koledy v obýváku (TV pořad)
- 2020–2021 – sKORO NA mizině (internetový seriál)
- 2021–2023 – Co ste hasiči (TV seriál)
- 2022 – Liga mužské moudrosti (TV seriál)
- 2022 – Národní házená (TV seriál)
- 2023 – Copak je to za mazáka... (film)

## Herectví
- 2007 – Sabotáž (TV pořad)
- 2009 – 3 dny (studentský film)
- 2012 – Česko snese všecko (internetový pořad)
- 2013 – BikDýl (internetový seriál)
- 2014 – Pečený sněhulák (TV skečový pořad)
- 2017 – Lajna (internetový seriál)
- 2020 – sKORO NA mizině (internetový seriál)